# Galp
Galp, cuya razón social es Galp Energia, SGPS, S. A., es un grupo de empresas portuguesas en el sector de la energía. Es propietaria de Petrogal y de Gas de Portugal, siendo hoy en día un grupo integrado de productos petrolíferos y gas natural, con actividades que abarcan desde la exploración y producción de petróleo y gas natural, hasta la refinación y distribución de productos petrolíferos, la distribución y venta de gas natural y la generación de energía eléctrica.
Actualmente, se encuentra entre las mayores empresas de Portugal, controlando alrededor del 50% del mercado de combustibles en el país y la totalidad de la capacidad de refinación de Portugal.
Recientemente, adoptó una estrategia agresiva de expansión en el mercado minorista español y continúa con sus actividades de exploración de hidrocarburos en Brasil, en asociación con Petrobras y Partex, y en Angola, en consorcio con Sonangol.

## Historia
Hasta finales de los años 1930, Portugal era abastecido de productos petrolíferos por varias empresas extranjeras como Shell, Vaccum (que se convertiría en Vacuum-Socony) y Atlantic.
La SONAP (Sociedade Nacional de Petróleos) (Sociedad Nacional del Petróleo) fue creada en 1933 gracias al impulso de los empresarios Manuel Cordo Boullosa y Manuel Queiroz Pereira. SONAP disponía de un capital de tres millones de escudos, distribuidos entre Manuel Cordo Boullosa (19%), Manuel Queiroz Pereira (19%), Steaua Française (56%) y otros nueve accionistas menores, o sea, 40% de capitales portugueses y 60% de capitales franceses.
Posteriormente las necesidades de refinar localmente petróleo crearon las condiciones para la creación de la Sociedade Anónima de Combustíveis e Óleos Refinados o SACOR (Sociedad Anónima de Combustibles y Aceites Refinados) en 1937. SACOR instaló su refinería en Cabo Ruivo, en la zona oriental de Lisboa, que era una zona tradicionalmente industrial, inaugurada el 11 de noviembre de 1947.
Debido a la II Guerra Mundial y a las limitaciones para el transporte y exportación por vía marítima, que no permitían a la planta alcanzar su potencial de refino (300.000 t/año), provocaron la intervención del Estado portugués que compró cuatro petroleros para la firma.
Las empresas petrolíferas y el Estado constituirían el 13 de junio de 1947 Soponata para superar estas dificultades, detentando SACOR mitad del capital de la nueva empresa. Terminada la guerra, y para favorecer la producción de refino local, el gobierno proporciona a SACOR mitad del mercado en Portugal.
En 1953, sería fundada ANGOL en Angola (la actual Sonangol), en 1957, la firma Moçacor en Mozambique (todavía hoy propiedad enteramente de Galp), para la distribución de sus productos en esas localizaciones.
En 1958,  SACOR introdujo en el mercado la gasolina super, y fundó tres compañías de gas: Gazcidla para la comercialización del gas butano, Procidla para el gas propano y Lusogás para el gas ciudad.
En 1959, SACOR creó su propia empresa naviera, SACOR Marítima
En los años posteriores a la II Guerra Mundial se produjo un sustancial aumento del parque automovilístico, y SACOR creó una red de abastecimiento en todo el país. Muchas de estas estaciones tenían el mismo diseño, y todavía hoy son identificables.
En  noviembre de 1963 por un acuerdo entre las administraciones de SACOR y SONAP, intercambiaron participaciones, y en noviembre de 1971 el Gobierno decidió concederle la explotación de la nueva refinería del sur al consorcio entre SONAP y CUF, rompiendo así el monopolio de SACOR en el sector del refinado de petróleo.
Tras la revolución del 25 de abril de 1974, estas empresas, junto con Gas Lisboa (que era independiente) fueron nacionalizadas, siendo entregados los negocios en las antiguas provincias de ultramar tras la independencia de estos territorios. Los negocios en Portugal llevaron a la creación de Petrogal (petróleo) y Gás de Portugal (gas). Estas fueron transformadas en sociedades anónimas y se creó una Sociedad de Gestión de Participaciones, Galp, que sería privatizada. En 2005, Portgás, negocios de gas natural en el norte litoral de Portugal, fue vendida a EDP.

## Composición del capital
| Accionista                                      | Porcentaje | Sociedad                                   | Porcentaje | Sociedad                         | Sociedad            | Porcentaje |
| ----------------------------------------------- | ---------- | ------------------------------------------ | ---------- | -------------------------------- | ------------------- | ---------- |
| Maria Fernanda Amorim (viuda de Américo Amorim) | 18,34%     |                                            |            | Power Oil & Gas Investments B.V. | Amorim Energia B.V. | 38,34%     |
| Maria Fernanda Amorim (viuda de Américo Amorim) | 18,34%     | Amorim Investimentos Energéticos SGPS S.A. |            |                                  | Amorim Energia B.V. | 38,34%     |
| Maria Fernanda Amorim (viuda de Américo Amorim) | 18,34%     | Oil Investments B.V.                       |            |                                  | Amorim Energia B.V. | 38,34%     |
| Gobierno de Angola                              | 9,00%      | Sonangol, E.P.                             | 9,00%      | Esperanza Holding B.V.           | Amorim Energia B.V. | 38,34%     |
| Desconocido                                     | 6,00%      | Exem Holding AG                            | 6,00%      | Esperanza Holding B.V.           | Amorim Energia B.V. | 38,34%     |
| Gobierno de Portugal                            | 7,00%      | Parpública                                 | 7,00%      |                                  |                     |            |